# Gloskär, Kungälvs kommun
Gloskär är en bebyggelse sydväst om Kärna i Torsby socken i Kungälvs kommun. Mellan 2015 och 2020 avgränsade SCB här en småort.